# 齋藤美雪
齋藤 美雪（さいとう みゆき、2001年〈平成13年〉3月19日 - ）は日本の俳優・モデル。incubation所属。QpQueenの元メンバー。原宿駅前パーティーズ#ふわふわの元メンバーで当時の芸名は横田美雪。

## 経歴
- 2016年、ライジングプロダクションに所属。原宿駅前ステージ「ふわふわ」のメンバーとしてデビュー。

- 2020年、ミスマガジン2020にエントリーし、ベスト16に選出される。同年9月1日、TOKYO ON STAGE所属となる[1]。
- 2021年12月1日、新アイドルグループ「QpQueen」のメンバーになることを発表[2]。
- 2022年8月6日、現体制終了に伴いQpQueenを卒業[3]。
- 2022年からインキュベーションに所属[4]。

## 人物
趣味はダンス、写真、プロレス観戦。

## 出演

### CM
- Y!mobileワイモバ学園「親子 de 学園祭」篇 ダンサー出演

### MV
- 「わたしのリンゴ」叶（2023年4月1日）

### ドラマ
- その着せ替え人形は恋をする（2024年10月8日 - 12月11日、毎日放送） - 成蘭 役

### 舞台
- SKELETON COLOR 『さくら山荘 こけら落とし』（2025年8月20日 - 24日、劇場MOMO）[6]